# Okręty podwodne typu R-1
Okręty podwodne typu R-1 – seria niewielkich amerykańskich okrętów podwodnych z okresu międzywojennego wybudowanych dla marynarki amerykańskiej oraz Peru, których konstrukcje różniły się w pewnym stopniu, w zależności od producenta partii jednostek. Jednokadłubowe okręty wybudowane przez stocznię Electric Boat był zbliżone konstrukcyjnie do jednostek typu O z dodatkiem wyrzutni torpedowych kalibru 21" (533 mm) oraz stałym działem. Okręty wybudowane dla Peru zostały zbudowane z wykorzystaniem materiałów zgromadzonych dla anulowanych jednostek typu S. Okręty te zostały na nowo wyposażone w latach 1935-1936 oraz 1955-1956, a także zmieniono ich nazwy na „Islay”, „Casma”, „Pacocha” i „Arica” w 1957 roku, po czym wycofano ze służby w roku 1960.
R-6 został pocięty w 1936 roku, pozostałe jednostki jednak przetrwały do drugiej wojny światowej. R-3, R-17 i R-19 zostały przekazane Royal Navy w ramach Lend-Lease, po czym zmieniono ich oznaczenie na P-511, P-512 i P-514 (przypadkowo staranowany przez trałowiec „Georgian” 21 czerwca 1942 roku). R-12 służący do celów szkoleniowych 12 czerwca 1943 roku zatonął w pobliżu Key West. Pozostałe jednostki zostały pocięte w roku 1946.